# 宋刑统
《宋刑统》，全称《宋建隆重详定刑统》，是中國宋朝的主要憲制法典。

## 制定
宋朝的立法活动，始于太祖建隆三年（962年），当时工部尚书判大理寺窦仪等人奏请朝廷建议修订法律，得到朝廷同意后，由窦仪等人主持其事。次年编成《宋建隆重详定刑统》，并于同年八月“谟印颁行”，使其成为中国历史上首部刊版印行的法典。

## 律文
《宋刑统》的体例，仿照唐末的《大中刑律统律》、后唐的《同光刑律统类》和后周的《显德刑律统类》而制定。
《宋刑统》共十二篇，五百零二条，与《唐律疏议》条目相同，其律文只是《唐律疏议》的翻版，除了建隆三年（962）三月，制定“折杖法”外，其他很少变动，例如，宋代已不實施均田制，可是《宋刑統》竟然還有“口分田”的律文。《宋刑统》收集了唐朝开元二年（714年）到宋朝建隆三年（962年）近150年间的敕、令、格、式中的刑事规范，根据需要选出209条（包括“起请”32条）附于律文之后，与之并行。这是《宋刑统》与《唐律疏议》的重要区别。其篇目，仍与唐律一样，共12篇、502条，不过在每篇下设有“门”，合计213门。
宋朝是中國歷史上最重視人權的朝代，例如二十九卷《断狱律》中《囚应请给衣食》门中规定：“诸狱皆厚铺席蔫，夏月置浆水，其囚每月一沐”。又規定囚犯在生病时，应给予救治；如果犯人病重，可“脱去枷、锁、枢，仍听家内一人入禁看侍”。女囚怀孕犯死罪的“当决者，听产后一百日乃刑”。

### 修改
《宋刑统》自颁布以后，虽于太祖乾德四年（966年）、神宗熙宁四年（1071年）、哲宗绍圣元年（1094年）、高宗绍兴元年（1131年）四次修改，但改动很少，正如《宋刑统·序》说“终宋之势，用之不改。”
但该书原刊本已失传，现行的是中华民国北洋政府时期国务院法制局刊印的重校范氏天一阁本。